# Воля и разум (группа)
«Воля и разум» — российская метал-группа, играющая в стилях трэш-метал и хеви-метал. Группа основана в 2023 году Андреем Большаковым, Михаилом Серышевым и Алексеем Страйком.

## История
Андрей Большаков покинул группу «Мастер» в 1994 году по состоянию здоровья. С тех пор он лишь иногда участвовал в концертах «Мастера» как приглашённый гость. Однако, в декабре 2023 года группа «Мастер» разорвала отношения с Андреем Большаковым — группа отказалась играть с ним и перестала исполнять песни, музыка которых написана им.
В том же году Большаков собрал новую группу «Воля и разум», куда вошли ещё два бывших участника группы «Мастер» — вокалист Михаил Серышев и гитарист Алексей Страйк, а также барабанщик Роман Кошелев из группы «Харизма» и бас-гитарист Ярослав Василенко. В концертную программу группы, кроме новых композиций, вошли 20 песен «Арии» и «Мастера», музыка которых написана Большаковым, в том числе несколько англоязычных из пластинки «Мастера» 1992 года Talk of the Devil, пара треков Алексея Страйка. 
23 февраля 2024 года был выпущен дебютный сингл «Ты звезда», а 16 марта вышел второй сингл «Гори».
19 марта 2024 года группа представила свой дебютный одноимённый мини-альбом, в который вошли новые версии песен на музыку Большакова — «Воля и разум» и «Игры не для нас» из альбома «Арии» «С кем ты?» (1986), а также «Царь природы» и «Одиночество», исполнявшиеся на концертах «Мастера», но не вошедшие в альбомы; 2 апреля на заглавную композицию был представлен видеоклип.
Первый концерт группы должен был состояться 24 марта в московском клубе Base. Но, в связи с терактом в «Крокус Сити Холле», в России все запланированные развлекательные мероприятия были отменены или перенесены. В итоге, первый концерт состоялся 3 апреля в Нижнем Новгороде, а концерт в Москве был перенесён на 4 апреля.
11 октября вышел дебютный альбом «Иди на свет», состоящий из 12 треков. В него вошли ранее вышедшие песни «Ты звезда» и «Гори». Кроме того, в альбом, в качестве бонус-трека была включена песня «Мастерская снов». Это новая версия композиции Алексея Страйка «Мастер скорбных дел» из альбома группы «Мастер» «33 жизни» (2004). В ней используется изначальный текст, который не вошёл в окончательный вариант альбома.
27 декабря 2024 года группа выпустила второй мини-альбом «С судьбой попробуй поспорь…», состоящий из пяти перезаписанных треков на музыку Большакова с альбома «Мастера» «С петлёй на шее» (1989): «Не хотим», «Палачи», «Мы не рабы», «Наплевать» и гитарного соло «Когда я умру…». Также в релиз вошла композиция из этого альбома «Семь кругов ада» покойного клавишника «Мастера» Кирилла Покровского. Релиз посвящён 35-летию альбома «С петлёй на шее» и памяти Покровского.

## Состав
- Андрей Большаков — гитара, автор
- Михаил Серышев — вокал, автор
- Алексей Страйк — соло-гитара, музыка, автор
- Роман Кошелёв — ударные
- Ярослав Василенко — бас-гитара, автор

## Дискография
Студийные альбомы
- 2024 — «Иди на свет»

Мини-альбомы
- 2024 — «Воля и разум»[a]
- 2024 — «С судьбой попробуй поспорь...»[b]

Видеоклипы
- 2024 — «Гори»
- 2024 — «Воля и разум»
- 2024 — «Грешник или святой»